# Restigouche River / Rivière Ristigouche
Restigouche River (ang.) / Rivière Ristigouche (fr.) – rzeka w kanadyjskiej prowincjach Nowy Brunszwik i Quebec.
Źródła Ristigouche znajdują się w nowo-brunszwickich Appalachach, 35 km na północny wschód od Edmundston. Płynie na północny wschód przez Nowy Brunszwik, natomiast ujścia do niej Patapédii stanowi granicę naturalną między Nowym Brunszwikiem i Quebekiem. Jako rzeka graniczna płynie dalej na wschód, od Tidehead gwałtownie poszerza się tworząc estuarium, ostatecznie uchodzi do zatoki Baie des Chaleurs w okolicach nowo-brunszwickiego Dalhousie i quebeckiego Miguasha.
Główne dopływy rzeki to:
- Gounamitz,
- Kedgwick,
- Patapédia,
- Upsalquitch,
- Matapédia.